# Toril y Masegoso
Toril y Masegoso är en kommun i Spanien.   Den ligger i provinsen Provincia de Teruel och regionen Aragonien, i den centrala delen av landet, 190 km öster om huvudstaden Madrid. Arean är 34 kvadratkilometer.
Terrängen i Toril y Masegoso är kuperad åt sydost, men åt nordväst är den platt.